# 国鉄タキ19500形貨車
国鉄タキ19500形貨車（こくてつタキ19500がたかしゃ）は、かつて日本国有鉄道（国鉄）及び1987年（昭和62年）4月の国鉄分割民営化後は日本貨物鉄道（JR貨物）に在籍した私有貨車（タンク車）である。
本形式と同一の専用種別車であるタ4000形、タキ800形についても本項目で解説する。

## タキ19500形
タキ19500形は、スチレンモノマー専用の35t 積タンク車として1970年（昭和45年）9月29日から1976年（昭和51年）10月1日にかけて3ロット6両（タキ19500 - タキ19505）が、日立製作所、富士重工業の2社で製作された。
本形式の他にスチレンモノマーを専用種別とする形式は、タ4000形（1両、後述）、タキ800形（1両、後述）の2形式がある。
落成時の所有者は、住友化学工業、日本石油輸送の2社でありその主な常備駅は三重県の南四日市駅、男鹿線貨物支線の船川港駅であった。
1973年（昭和48年）11月6日に住友化学工業所有全車（3両）が日本石油輸送へ名義変更された。これにより本形式は、日本石油輸送1社体制となった。
1979年（昭和54年）10月より化成品分類番号「燃30」（燃焼性の物質、引火性液体、危険性度合3（小））が標記された。
タンク体は、積荷の純度保持のためステンレス鋼 (SUS304) 製であり110mm のウレタン断熱材が巻かれキセ（外板）が設置されている、荷役方式は、液入管からの上入れ、吐出管による下出し方式である。
塗色は、黒色又は銀色、全長は12,600mm、全幅は2,720mm、全高は3,880mm、台車中心間距離は8,500mm、実容積は38.8m3、自重は17.4t、換算両数は積車5.5、空車1.8である。
1987年（昭和62年）4月の国鉄分割民営化時には全車（6両）がJR貨物に継承されたが、2003年（平成15年）度に最後まで在籍した3両（タキ19503 - タキ19505）が除籍され、形式消滅した。

### 年度別製造数
各年度による製造会社と両数、所有者は次のとおりである。（所有者は落成時の社名）
- 昭和45年度 - 2両
  - 日立製作所 2両 住友化学工業（タキ19500 ,タキ19501）
- 昭和47年度 - 1両
  - 日立製作所 1両 住友化学工業（タキ19502）
- 昭和51年度 - 3両
  - 富士重工業 3両 日本石油輸送（タキ19503 - タキ19505）

## タ4000形
タ4000形は、10 t 積のスチレンモノマー専用タンク車である。1961年（昭和36年）7月3日に1両（タ4000）が新三菱重工業で製作された。本形式は、最後の新製「タ」車である。
所有者は三菱油化でありその常備駅は三重県四日市市にある塩浜駅であった。
運用は、塩浜駅から鹿児島本線の黒崎駅へのスチレンモノマー輸送にタキ800形とともに使われた。
タンク体は、積荷の純度保持のためステンレス鋼製であり 100mm のグラスウール断熱材が巻かれキセ（外板）が設置されている、荷役方式は、液入管からの上入れ、吐出管による下出し方式である。
塗色は、黒、全長は7,510mm、全幅は2,472mm、全高は3,699mm、軸距は3,900mm、実容積は11.5m3、自重は10.8t、換算両数は積車2.0、空車1.0である。
1984年（昭和59年）3月30日に廃車となり同時に形式消滅となった。

## タキ800形
タキ800形は、30 t 積のスチレンモノマー専用タンク車である。1969年（昭和38年）12月27日に1両（タキ800）が新三菱重工業で製作された。
所有者は三菱油化でありその常備駅は三重県四日市市にある塩浜駅であった。
運用は、塩浜駅から鹿児島本線の黒崎駅へのスチレンモノマー輸送にタ4000形とともに使われた。
タンク体は、積荷の純度保持のためステンレス鋼 (SUS304) 製であり100mmのグラスウール断熱材が巻かれキセ（外板）が設置されている、荷役方式は、液入管からの上入れ、吐出管による下出し方式である。
塗色は、黒、全長は13,800mm、全幅は2,500mm、全高は3,866mm、台車中心間距離は9,700mm、実容積は33.4m3、自重は20.3t、換算両数は積車5.0、空車2.0である。
1984年（昭和59年）3月30日に廃車となり同時に形式消滅となった。